# Манон (опера Массне)
«Мано́н» (фр. Manon) — лирическая опера в пяти актах французского композитора Жюля Массне, самое популярное из его произведений. Либретто создано Анри Мельяком и Филиппом Жилем по мотивам романа «История кавалера де Гриё и Манон Леско» аббата Прево (1731). Премьера состоялась в Опера-комик в Париже 19 января 1884 года.
Опера Массне предложила миру оперы женскую героиню, психологически менее однозначную, чем ранее считалось приемлемым. Для обрисовки разных граней её характера композитору пришлось ввести богатую палитру музыкальных мотивов. Как эталонное выражение музыкальных вкусов «прекрасной эпохи», опера не сходит с подмостков ведущих оперных театров мира. Партия Манон требует от сопрано виртуозной универсальности: колоратурные пассажи, лирическая кантилена и драматическая мощь. 

## История создания и постановки
Массне работал над оперой начиная с 1881 года, преимущественно в своём загородном доме близ Парижа; кроме того, во время работы над «Манон» композитор некоторое время жил в Гааге, в том самом доме, где когда-то жил Прево. «Манон» продолжает традиции французской лирической оперы, где обычно сочетаются разговорные диалоги, поэтичные арии и динамичное развитие действия.
С момента первой постановки 19 января 1884 года в парижской Опера-комик «Манон» стала одной из жемчужин её репертуара: в 1919 году был дан тысячный спектакль, в 1952 году — двухтысячный. Скандальные для времён Прево темы морального падения, продажной любви и неодолимой страсти (amour fou) оказались созвучными настроениям эпохи декадентства. 
В 1885 году состоялись британская премьера в Ливерпуле и американская премьера в Нью-Йорке. В Венской придворной опере «Манон» была впервые поставлена в 1890 году, в Лондоне — в 1891 году, в Турине — в 1893 году, в Риме — в 1894 году, первое представление в Метрополитен-опера прошло в 1895 году. В Санкт-Петербурге опера впервые была дана в ноябре 1896 года Малым театром.
Несмотря на международный триумф французской оперы, итальянец Пуччини не убоялся предложить собственную, более мрачную версию истории Манон. Его опера «Манон Леско» была представлена публике через 9 лет после оперы Массне, но не снискала такого же успеха.

## Действующие лица
| Партия                                                                                  | Голос         | Исполнитель на премьере 19 января 1884 (Дирижёр Жюль Данбе) |
| --------------------------------------------------------------------------------------- | ------------- | ----------------------------------------------------------- |
| Манон Леско                                                                             | сопрано       | Мари Эйльброн                                               |
| Леско, её двоюродный брат                                                               | баритон       | Эмиль-Александр Таскен                                      |
| Граф де Гриё                                                                            | бас           | Кобале                                                      |
| Шевалье де Гриё, его сын                                                                | тенор         | Жан-Александр Талазак                                       |
| Гийо де Морфонтен                                                                       | тенор         | Франсуа-Антуан Гриво                                        |
| Мосье де Бретиньи                                                                       | баритон       | Колен                                                       |
| Пуссетта, актриса                                                                       | сопрано       | Моль-Трюфье                                                 |
| Жавотта, актриса                                                                        | меццо-сопрано | Эстер Шевалье                                               |
| Розетта, актриса                                                                        | меццо-сопрано | Адель Реми                                                  |
| Хозяин гостиницы                                                                        | баритон       | Лаби                                                        |
| Путешественники, слуги и служанки в гостинице, публика в саду, монахи, игроки, солдаты. |               |                                                             |

## Либретто
Действие происходит во Франции в XVIII веке.

### Действие первое. Перед гостиницей в Амьене
В гостиницу прибыли богач де Бретиньи в сопровождении своего старшего друга Гийо Морфонтейна. Они хотят угостить обедом трёх актрис — Пуссету, Жавотту и Розетту. Приезжие договариваются с хозяином гостиницы о том, чтобы обед был подан по высшему разряду. Хозяин гостиницы приглашает их зайти внутрь. Приходит Леско, он встречает дилижанс из Арраса, на котором должна приехать его родственница. Когда приезжает дилижанс, Леско быстро находит в толпе приезжих свою кузину Манон. Она немного напугана — это первое её самостоятельное путешествие, она уехала из дому, чтобы по настоянию родителей вступить в монастырь (ария Манон «Je suis toujours tout étourdie»). Леско уходит, чтобы забрать багаж кузины. Из гостиницы выходит Гийо. Он поражён красотой и невинностью девушки. Гийо предлагает Манон вместо монастыря ехать с ним в Париж. Его уговоры прерываются появлением де Бретиньи и трёх актрис, которые уводят Гийо. Возвращается Леско. Он наставляет Манон в том, как должна себя вести девушка из дворянского рода, чтобы не уронить своего достоинства (ария Леско «Regardez-moi bien dans les yeux»). Сам же кузен не стремится следовать этим правилам и вновь оставляет Манон одну, чтобы пойти выпить с друзьями. Спокойствие и невинность Манон смущены заигрываниями Гийо, и оставшись одна она мечтает о том, каково могло бы быть её будущее, если бы она не уходила в монастырь (ария «Voyons, Manon»). Возле гостиницы появляется молодой человек. Это шевалье де Гриё, который возвращается после обучения домой к отцу. Внезапная встреча молодых людей вызывает у них любовь с первого взгляда. Манон отказывается от мысли ехать в монастырь, а де Гриё от возвращения к отцу. Они соединят свои судьбы и вместе поедут в Париж (дуэт «Nous vivrons à Paris»). Захватив карету, которую нанял Гийо, влюблённые убегают.
Из дверей гостиницы выходят Леско, Гийо, де Бретиньи и актрисы. Тщетно ищет Гийо Манон и свою карету. Поняв в чём дело, он клянётся отомстить девушке, которая пренебрегла им.

### Действие второе. Квартира де Гриё в Париже
Утро. Де Гриё, сидя за столом, пишет письмо отцу. Просыпается Манон. Де Гриё говорит ей, что в письме умоляет отца простить его и дать согласие на свадьбу с Манон. Служанка объявляет о приходе двух военных. Входит Леско в сопровождении второго военного. Он устраивает де Гриё сцену, обвиняя его в соблазнении невинной девушки — его кузины. Де Гриё заявляет о своих честных намерениях и в доказательство показывает Леско письмо к отцу, в котором просит согласия на брак с Манон. Второй военный приближается к Манон, и она узнаёт переодетого де Бретиньи. Пока Леско разговаривает с де Гриё, де Бретиньи открывает Манон, что возмущение Леско просто игра. На самом деле они договорились о том, что Манон лучше переехать к де Бретиньи. Тем более, что отец де Гриё узнал о местопребывании сына, и тот вот-вот будет арестован и насильно отправлен домой. В этом случае Манон останется на улице и без средств к существованию. Де Бретиньи предлагает ей серьёзно задуматься. Посетители уходят. Де Гриё также выходит, чтобы отправить письмо. В одиночестве Манон терзается сомнениями, но в конце концов принимает решение покинуть де Гриё и уйти к де Бретиньи (ария Манон «Adieu, notre petite table»). Возвращается де Гриё. Он мечтает о том, как счастливо они будут жить с Манон, когда отец даст согласие на брак (ария де Гриё «En fermant les yeux»). Но мечтам не суждено сбыться. В прихожей шум. Де Гриё выходит выяснить, в чём дело. Это люди графа, которые забирают его и увозят в родительский дом.

### Действие третье. Картина первая. Променад Кур-ля-Рейн в Париже
Праздничный день. Среди публики всех сортов три актрисы — Пуссетта, Жавотта и Розетта. Появляется Леско. Он прославляет радости беззаботной жизни (ария Леско «Pourquoi bon l'économie?»). Появляется Гийо. Сначала он заигрывает с актрисами, а затем подходит к де Бретиньи. Он собирается переманить Манон к себе, но Бретиньи спокоен — Манон устраивает её положение. Публика с восторгом встречает Манон. В руках де Бретиньи она стала символом богатства, красоты и могущества (песня Манон «Je marche sur tous les chemins»). Манон прославляет радости любви и молодости (гавот «Obéissons quand leur voix appelle»). Неожиданно к де Бретиньи подходит его знакомый. Из разговора Манон узнаёт, что это граф де Гриё. Он рассказывает, что его сын исправился, принял сан аббата в Сен-Сюльпис. В Манон с новой силой вспыхивает чувство к де Гриё. Гийо объявляет Манон, что специально ради неё он пригласил танцоров исполнить балет. Но Манон не интересуется происходящим. Она просит Леско проводить её в Сен-Сюльпис.

### Действие третье. Картина вторая. Семинария Сен-Сюльпис
Прихожане церкви хвалят нового аббата. Выходят граф де Гриё и шевалье де Гриё в рясе аббата. Граф наставляет сына (ария графа «Epouse quelque brave fille») и прощается с ним. Де Гриё хочет начать новую жизнь, забыть Манон, но образ любимой всё время стоит перед ним (ария де Гриё «Ah! Fuyez, douce image»). Де Гриё опускается на колени и начинает молиться. Появляется Манон, она спрашивает у служителя, где аббат де Гриё, тот указывает на молящегося. С нежностью Манон смотрит на любимого. Де Гриё оборачивается. Он потрясён. В ужасе отталкивает Манон, как адское наваждение. Но Манон полна раскаяния — она поняла, что никакие богатства не могут заменить настоящей любви (ария Манон «N’est-ce plus ma main?»). Де Гриё не может больше сопротивляться. Он сжимает Манон в объятиях.

### Действие четвёртое. Казино в Отеле «Трансильвания».
Игра в разгаре. Среди игроков Леско и Гийо. За игрой наблюдают три актрисы, готовые сопровождать выигравшего. Появляются де Гриё и Манон. Сложив сан аббата и вернувшись с Манон в Париж, де Гриё вновь навлёк на себя гнев отца. Теперь у него нет средств. Де Гриё прекрасно понимает, что хотя Манон и любит его, но жить в бедности она не будет, и если ему не улыбнётся судьба, покинет его (ария де Гриё «Manon! Manon! Sphinx étonnant»). В разговоре с актрисами Манон подтверждает это. Де Гриё садится играть в карты. Его противником оказывается Гийо. Де Гриё трижды выигрывает у Гийо, получив огромную сумму. Гийо обвиняет де Гриё в шулерстве. Все возмущены. Леско становится на сторону де Гриё. Гийо уходит. Де Гриё угощает всех присутствующих шампанским. Внезапно врывается полиция, которую привёл Гийо. Он указывает на де Гриё как на шулера, а на Манон как на его сообщницу. Наконец-то свершится месть, задуманная ещё в Амьене. Вместе с Гийо пришёл и граф, который заявляет, что освободит сына, если тот пообещает больше не видеться с Манон. Де Гриё отказывается. Его и Манон уводит полиция.

### Действие пятое. Застава на Гаврской дороге
Выкупленный из тюрьмы графом шевалье де Гриё в сопровождении Леско ожидают конвой с арестантами, направляющимися в Гавр. Среди них должна быть Манон, её приговорили к высылке в колонии как женщину легкого поведения. Де Гриё должен любой ценой освободить её. Подходят солдаты, конвоирующие арестантов. Леско и де Гриё вступают в переговоры с сержантом. За большую сумму им удаётся добиться свидания с Манон. Сержант разрешает Манон остаться до утра на заставе. Приводят Манон. Она изменилась до неузнаваемости: больна, острижена, в арестантской одежде. Но для де Гриё это ничего не значит. Он по-прежнему любит свою Манон. Де Гриё предлагает Манон бежать, но у неё нет сил. Они предаются воспоминаниям о своей жизни, о любви, о счастье, которого не оценили. У Манон появляется надежда на спасение, возрождение былого счастья. Светает, пора бежать. Но всё слишком поздно. Болезнь подорвала силы Манон. Со словами «Такова история Манон Леско» она умирает на руках у де Гриё.

## Значение
Созданный Массне образ очаровательной, но морально неоднозначной женщины (которая разрывается между страстью и стяжательством) бросил вызов традиционным оперным героиням, предложив нюансированное исследование человеческих страстей и слабостей. Партитура Массне сочетает романтическую пышность с точными лейтмотивами, раскрывающими характеры. Арии вроде Adieu, notre petite table и Je marche sur tous les chemins демонстрируют его мелодический дар, а оркестровка усиливает драматизм и эмоциональные нюансы.
Ги де Мопассан спародировал успех Массне (Massenet) у современников, выведя в романе «Наше сердце» композитора с созвучной фамилией, работающего над оперой Didon.

## Записи
Образцовыми считаются запись оперы 1956 года под управлением Пьера Монтё (с Викторией де лос Анхелес в заглавной роли) и запись 1970 года под управлением Юлиуса Руделя (с Беверли Силлс в заглавной роли). Подробнее см. Дискография оперы «Манон».